# Nebukadnessar II

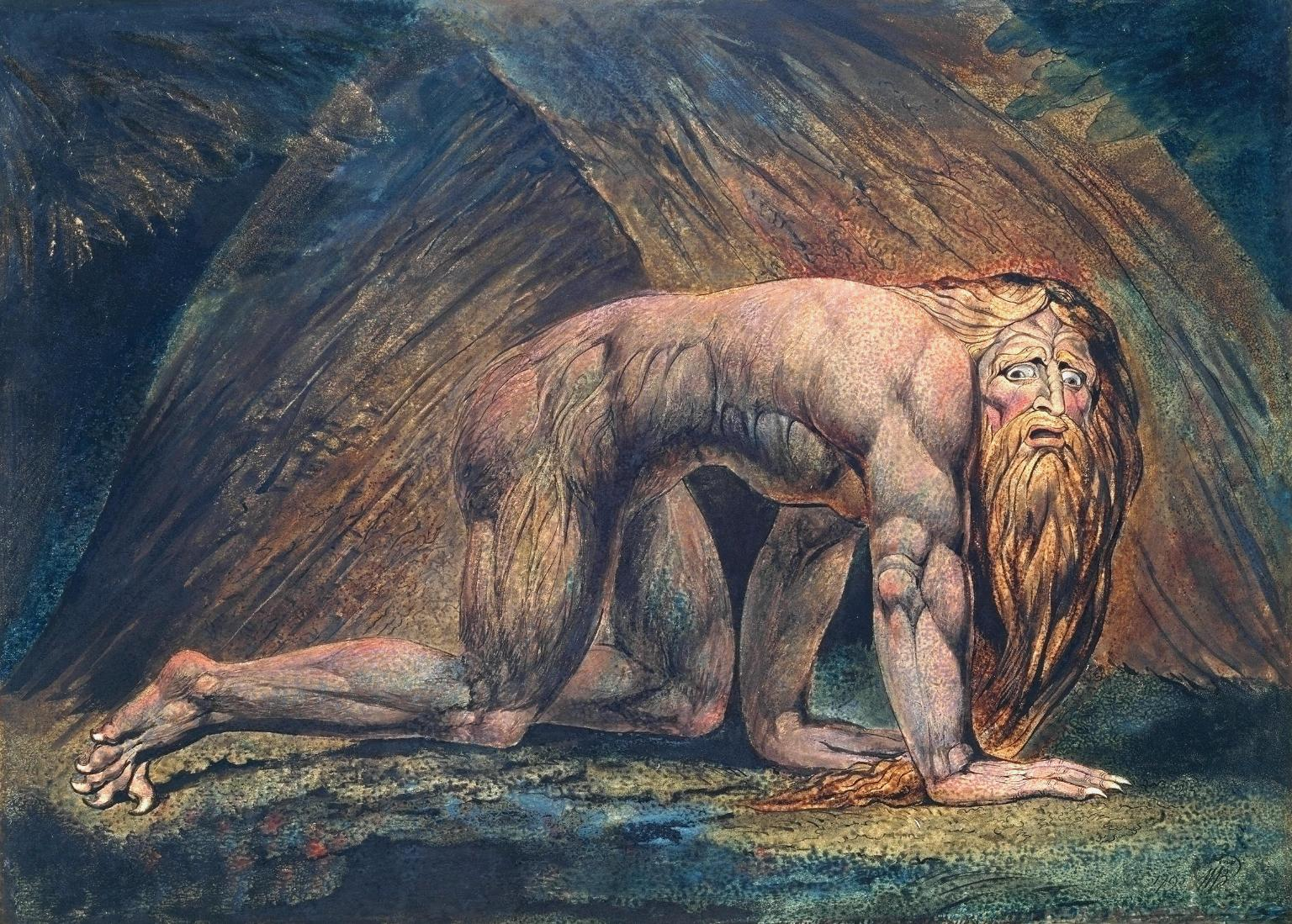
William Blakes konstverk "Nebukadnezar" (1795).

Nebukadnessar II, född cirka 640 f.Kr., död 562 f.Kr., var kung av det nybabyloniska riket från 604 f.Kr. till 562 f.Kr. Hans namn var på akkadiska Nabû-kudurri-uṣur, vilket betyder ”Nabu, beskydda min förstfödde son”. Nebukadnessar upprättade ett välde som sträckte sig från Eufrat till Nilen.

## Den historiska Nebukadnessar II
Nebukadnessar II ärvde Babylons tron efter sin far Nabopolassar som avled 605 f.Kr. Hans far hade åren innan krossat de sista resterna av det assyriska riket och besegrat dess egyptiska allierade. Den första delen av sin regeringstid ägnade Nebukadnessar åt att stärka kontrollen över den västra rikshalvan. År 601 f.Kr. försökte han leda ett anfall mot Egypten, vilket dock misslyckades. Nederlaget ledde till uppror i väster. Tyrus och Juda rike fick pacificeras i början av 500-talet f.Kr. Nebukadnessar erövrade Jerusalem 597 f.Kr. och förstörde staden nio år senare. Efter att Juda rike förintats, förde han en stor del av befolkningen till den babyloniska fångenskapen (Gamla Testamentet 2 Kung. 24-25). 
Ett plötsligt uppkommande hot mot riket var kimmererna, ett nomadiskt folk som invaderat Anatolien från Centralasien och sedan kom ner i Syrien. Ett diplomatiskt giftermål med Amytis, dottern till härskaren av Medien försäkrade Nebukadnessar om en säker gräns mot öster. Det verkar även som om något sorts fredsfördrag slöts med egyptierna som inte längre störde rikets västgräns.
När de yttre hoten mot riket var avvärjda ägnade Nebukadnessar rikets resurser åt omfattande byggnadsprojekt i Mesopotamien. Huvudstaden Babylon hade skadats svårt under de återkommande krigen med Assyrien under 600-talet f.Kr. Nebukadnessar byggde om och utvidgade Babylon med palats, tempel och ringmurar. Ett av världens sju underverk, Babylons hängande trädgårdar, byggdes enligt legenden vid den här tiden, förmodligen av Nebukadnessar II som present till sin mediska hustru Amytis. Det byggdes även tempelbyggnader i andra städer: i Larsa, Nippur och Ur. En del av den berömda blå Ishtarporten, som Nebukadnessar lät bygga i Babylon, finns att beskåda i restaurerad form på Pergamonmuseet i Berlin.
I slutet av regeringstiden bröts freden med Egypten. Den egyptiska faraonen Apries hade blivit avsatt, och kommit till Babylon. Nebukadnessar såg möjligheten att återinsätta honom som vasallhärskare i Egypten och utrustade en flotta och en armé, vilka anföll år 567 f.Kr. Invasionen av Egypten blev även denna gång ett nederlag.
Nebukadnessar dog under sitt 43:e regeringsår i Babylon och följdes på tronen av sin son Amel-Marduk.

## Nebukadnessar i den hebreiska traditionen
I den hebreiska traditionen tillfångatar Nebukadnessar profeten Daniel och försöker omvända honom till den babyloniska tron. Profeten motstår. Från profeten Daniel och den bok i bibeln som bär hans namn har vi fått flera profetior, exempelvis den profetiska drömmen om jättestatyn av guld, silver, brons, järn och lera som symboliserade de imperier som skulle följa på det babyloniska. Det intressanta med de här profetiorna är att de sträcker sig från Daniels och Nebukadnessars egen tid och ända fram till det som bibeln kallar "ändens tid" och upprättandet av Guds rike på jorden.  Att Daniel kom att tyda kungens drömmar berodde på att han hade fått höra att Nebukadnessar haft drömmar som gjort honom bekymrad och som inte hans "vise män" kunnat tyda. Sedan Daniel i en dröm fått en gudomlig uppenbarelse om vad kungens dröm betydde, vände han sig själv till kungen och förklarade att han kunde tyda hans dröm.
I Gamla Testamentet berättas även om hur Nebukadnessar lät kasta de tre gudfruktiga männen Sadrak, Mesak och Abed-Nego i en brinnande ugn.

## Nebukadnessar i nyare kultur
Nebukadnessar är huvudperson i en opera med samma namn av Giuseppe Verdi (1842). Han skildras i Artur Lundkvists roman Babylon, gudarnas sköka (1981). Namnet Nebukadnessar finns även på ett skepp i Matrix-filmtrilogin. En Champagne-butelj som rymmer 15 liter kallas för Nebukadnessar. 
Han representeras också i spelet Civilisation 5 då man kan välja att spela som hans land, man kan läsa om hans historia i introduktionen.  Bryggeriet Omnipollo har även en IPA vid samma namn.